# 56 (број)
56 је број, нумерал и име глифа који представља тај број. 56 је природан број који се јавља после броја 55, а претходи броју 57.

## У науци
56 је:
- збир првих шест троугоних бројева (што га чини тетраедарским бројем).[1]
- број начина за одабир 3 од 8 објеката или 5 од 8 објеката, ако редослијед није важан.
- збир шест узастопних простих бројева (3 + 5 + 7 + 11 + 13 + 17)
- тетраначијев број[2] и пронички број.[3]
- сума свих сума дјелиоца првих 8 позитивних цијелих бројева.[4]
- полусавршен број, јер је 56 двоструко савршен број.
- атомски број баријума.
- број породица у којима су категорисани олфакторни рецептори код људи.
- број битова у кључу који се користи у алгоритму DES.

## Остало
56 је:
- код за међународне директне позиве у Чилеу.
- име града Фифти-Сикс, Аркансас (енгл. Fifty-Six - педесет и шест).
- број округа у држави Монтана.
- у поштанском округу Лос Анђелеса зона 56 (сада поштански број 90056) једна је од ретких која није унутар граница града Лос Ангелеса (90020 и 90044 су остале).
- број француског департмана Морбихан.